# Liste de fondeurs de figurines
Cet article contient une liste alphabétique des fondeurs de figurines
- Haut – A
- B
- C
- D
- E
- F
- G
- H
- I
- J
- K
- L
- M
- N
- O
- P
- Q
- R
- S
- T
- U
- V
- W
- X
- Y
- Z

## 0-9
- 100Kingdoms

## A
- AEG
- Altaya
- Alternative Armies
- Andrea Miniatures
- Armageddon
- Art Millenium
- Assassin

## B
- Battlefront
- B&B / Lamming
- Beneito
- Bicorne
- Black Tree
- Britains

## C
- CBG Mignot
- Citadel Miniatures
- Collectors Showcase (The)
- Copplestone
- Cell
- Crocodile Games
- Cadoweb Créations
- Claude Alexandre

## D
- Dark Age
- Dark Sword
- Del Prado
- Distler Figuren
- Dixon
- DragonRune
- Dreampod 9
- Dinam'o miniatutres

## E
- Elastolin
- Essex
- Etains du Graal (Les)
- Etains du Prince (Les)
- Eureka
- Excalibur
- Excelsior

## F
- Fenryll
- First Legion
- Forge World
- Fortress Figures
- Foundry
- Freebooter
- Frontline
- Figurart

## G
- Garrison
- Goblin Forge
- Grenadier
- Gripping Beast
- Griffin
- Greens

## H
- Hasslefree
- Heresy
- Hobby & Work Publishing

## I
- I-Kore
- Ilyad Games

## J
- Jeff Valent

## K
- KenzerCo
- King and Country

## L
- Lance and laser
- London War Room
- Lucotte

## M
- Maidenhead
- Manufacture Historique de Soldats de Plomb
- Metal Magic
- Miniature Figurines
- Magnificent Egos
- ManorHouse Workshop
- Masquerade
- Mithril
- MDM

## N
- Navigator and Chariot
- Nemo
- New Wave

## O
Oryon

## P
- Pendraken
- Peter Pig
- Pithead
- Pure Creation
- Prince August
- Privateer Press
- Pixi

## Q
- Onirk Miniature

## R
- Rackham
- Rafm
- Ral Partha
- Reaper
- Renegade

## S
- ShadowForge
- Spyglass
- Starlux
- Stone Circle
- Scratchbuilt
- SEGOM

## T
- Tabletop
- TGCM Création
- Tin Soldier
- Thugz
- Thunderbolt Mountain

## V
- Vendel
- Verlinden production

## W
- Wargames Foundry
- West Wind
- William Britain
- Wizards of the Coast WOTC
- WizKids